# Elin Jacobsson
Elin Jacobsson, född 9 januari 1886 i Adolf Fredriks församling i Stockholm, död 1978, var en svensk civilingenjör och arkitekt. Hon blev 1907, tillsammans med sin klasskamrat Anna Sandstedt, en av Sveriges två första kvinnliga byggnadsingenjörer.

## Biografi
Elin Jacobsson var dotter till Josefina Wilhelmina Bernhardina Jacobsson (född 1849) och August Leonard Jacobsson (född 1850), fadern var kartograf vid Generalstabens litografiska anstalt. Paret hade även två söner.
Elin Jacobsson studerade vid Tekniska skolan i Stockholm (nuvarande Konstfack), som redan 1859 hade inrättat en avdelning för "kvinnliga lärjungar". Skolan erbjöd diverse yrkesutbildningar inom byggteknik, maskinteknik, ritteknik och andra konstindustriella yrken.
Efter att ha utbildat sig till byggnadsritare vid den kvinnliga avdelningen valde Elin Jacobsson, tillsammans klasskamraten Anna Sandstedt (född 1885), att gå vidare till avdelningen Byggnadsyrkesskolan. Denna utbildning erbjöd ett treårigt program för studenter som hoppades på att bli arbetsledare inom byggbranschen. Eftersom de båda studenterna var kvinnor krävdes ett speciellt tillstånd från skolans styrelse för att få delta i utbildningen. Programmet krävde även en obligatoriska murstenspraktik på sex månader som Jacobsson och Sandstedt utförde i hemlighet i en källarvåning vid Malmskillnadsgatan.
År 1907 tog Elin Jacobsson och Anna Sandstedt examen som "konstruktionsingenjörer", alltså arkitekter, och blev de första kvinnorna i Sverige som gjorde det, nyheten publicerades i tidningen Idun. Även om detaljerna om deras yrkesliv är okända rapporterades det att Elin Jacobsson hade arbetat som byggnadsritare och byggnadsingenjör på en arkitekt- och ingenjörsbyrå.
Elin Jacobsson gifte sig med Bror Gustaf Johansson 1913. Hon blev änka 1954 och avled själv 1978, då boende i Hedvig Eleonora församling i Stockholm. Hon gravsattes i familjegraven på Norra begravningsplatsen i Solna.